# Igreja de São Pedro (Arlesey)
A Igreja de São Pedro é uma igreja listada como Grau I em Arlesey, Bedfordshire, na Inglaterra. Tornou-se um edifício listado em 31 de outubro de 1966.

## História
Evidências internas datam a igreja de ser originalmente do século XII, como apenas uma nave. Os corredores foram adicionados posteriormente nos séculos XIII e XIV.
A torre actual foi construída em 1877.

## Arquitectura
A nave tem 64 pés de comprimento por 17 pés de largura. A capela-mor adiciona 16 pés de comprimento à estrutura, com uma largura de 26 pés. Os dois corredores somam cerca de 10 pés cada. A torre moderna tem cerca de 12 pés quadrados.